# Władysław Marceli Żeleński
Władysław Marceli Żeleński (ur. 11 lipca 1903 r. w Parchaczu, zm. 25 czerwca 2006 r. w Paryżu) – polski prawnik, historyk, publicysta i działacz emigracyjny.
Urodził się 11 lipca 1903 r. w Parchaczu. Po śmierci ojca na froncie w 1914 r. mieszkał z matką i rodzeństwem w Krakowie, a potem studiował na Wydziale Prawa Uniwersytetu Warszawskiego w Warszawie, a potem był prokuratorem w warszawskim Sądzie Okręgowym. Od 1939 roku wiceprokuratorem Sądu Apelacyjnego w Warszawie. W czasie II wojny światowej służył w szeregach armii polskiej we Francji w kompanii karabinów maszynowych 1. Dywizji Grenadierów Polskich w Lotaryngii i Wogezach jako podchorąży, awansując do stopnia porucznika. Został odznaczony Srebrnym Krzyżem Zasługi z Mieczami i Croix de Guerre. Po zakończeniu walk internowany w Szwajcarii. Jako uchodźca polityczny nie wrócił do Polski i osiadł w Paryżu. Był wieloletnim współpracownikiem paryskiej „Kultury” i „Zeszytów Historycznych”. Kolekcjonował dzieła sztuki polskiej. Zmarł 25 czerwca 2006 r. w Paryżu.